# Тадалафил

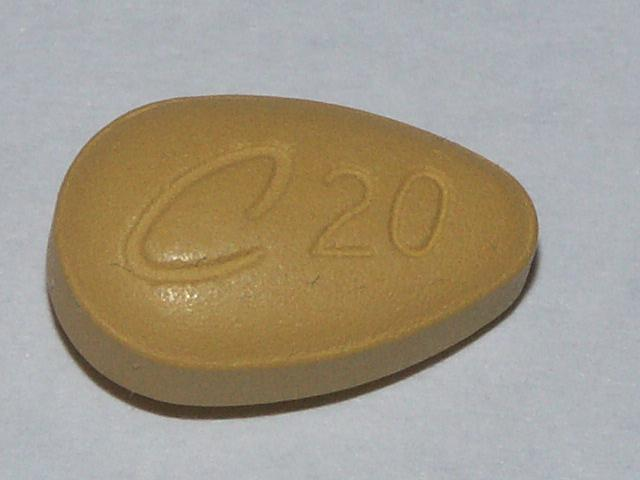
Таблетка Сиалис (Тадалафил) 20 мг.

Тадалафил (лат. Tadalafil) — медицинский препарат, предназначенный для лечения эректильной дисфункции, то есть неспособности достичь и сохранить эрекцию, необходимую для совершения полового акта.
Торговые наименования: Adcirca и Cialis, производство Eli Lilly and Company, США.

## Фармакотерапевтическая группа
Средство лечения эректильной  дисфункции, ингибитор ФДЭ-5.
Код G04BE08 по Анатомо-терапевтическо-химической классификации

## Фармакологическое действие
Тадалафил является эффективным, обратимым селективным ингибитором (нейтрализатором, действующим выборочно) специфической фосфодиэстеразы типа 5 (ФДЭ5) циклического гуанозин монофосфата (цГМФ). Когда сексуальное возбуждение вызывает местное высвобождение оксида азота, ингибирование ФДЭ5 тадалафилом ведёт к повышению уровней цГМФ в кавернозном теле полового члена. Следствием этого является релаксация гладких мышц артерий и приток крови к тканям полового члена, что и вызывает эрекцию. Тадалафил не оказывает эффекта в отсутствие сексуального стимулирования.
Тадалафил улучшает эрекцию и возможность проведения успешного полового акта. Препарат действует в течение 36 часов. Эффект проявляется через 30 минут после приёма препарата при наличии сексуального возбуждения.
Тадалафил у здоровых лиц не вызывает достоверного изменения систолического и диастолического давления в сравнении с плацебо в положении лёжа (среднее максимальное снижение составляет 1, 6/0, 8 мм рт. ст., соответственно) и в положении стоя (среднее максимальное снижение составляет 0, 2/4, 6 мм рт. ст., соответственно).

## Фармакокинетика
После приёма внутрь тадалафил быстро всасывается. Средняя максимальная концентрация (Сmax) в плазме достигается в среднем через 2 часа после приёма внутрь.
Скорость и степень всасывания тадалафила не зависят от приёма пищи, поэтому его можно принимать вне зависимости от приёма пищи. Время приёма (утром или вечером) не имело клинически значимого эффекта на скорость и степень всасывания.
Фармакокинетика тадалафила у здоровых лиц линейна в отношении времени и дозы. В диапазоне доз от 2,5 до 20 мг площадь под кривой «концентрация-время» (AUC) увеличивается пропорционально дозе. Равновесные концентрации в плазме достигаются в течение 5 дней при приёме препарата один раз в сутки.

## Показания
Эректильная дисфункция (неспособность достичь и сохранить эрекцию, необходимую для совершения полового акта).
Тадалафил (5 мг/день), по данным полученным в ходе кратковременного (6 и 12-недельного) лечения доброкачественной гиперплазии предстательной железы, оказался также более эффективен чем ранее использовавшийся для этих целей тамсулозин.

## Противопоказания
Таблетки категорически нельзя принимать: в сочетании с препаратами для лечения эректильных расстройств; при сердечно-сосудистых патологиях, исключающих сексуальную активность; патологиях органов зрения; недостаточной работе почек; дефиците лактазы.
А также если:
- Имеется повышенная чувствительность к тадалафилу или к любому веществу, входящему в состав препарата.
- Принимаются препараты, содержащие любые органические нитраты.
- Лицо не достигло 18 лет.

Фармакокинетика тадалафила у пациентов с нарушением функции эрекции аналогична фармакокинетике препарата у лиц без нарушения функции эрекции.

### Пожилые пациенты
Здоровые лица преклонного возраста (65 лет и более) имели более низкий клиренс тадалафила при приёме внутрь, что выражалось в увеличении площади под кривой «концентрация-время» на 25 % по сравнению со здоровыми лицами в возрасте от 19 до 45 лет. Это различие не является клинически значимым и не требует подбора дозы.

### Пациенты с почечной недостаточностью
У лиц с лёгкой (клиренс креатинина 51 — 80 мл/мин.) или среднетяжёлой (клиренс креатинина 31-50 мл/мин.) почечной недостаточностью площадь под кривой «концентрация-время» была больше, чем у здоровых лиц. У лиц с тяжёлой почечной недостаточностью (клиренс креатинина 30 мл/мин.) Тадалафил не изучался (см. раздел «Специальные предупреждения и предосторожности при применении»).

### Пациенты с печёночной недостаточностью
Фармакокинетика тадалафила у лиц со слабой и среднетяжёлой печёночной недостаточностью сравнима с таковой у здоровых лиц. У таких пациентов подбор дозы не требуется.

### Пациенты с сахарным диабетом
У пациентов с сахарным диабетом на фоне применения тадалафила площадь под кривой «концентрация-время» была меньше примерно на 19 %, чем у здоровых лиц. Это различие не требует подбора дозы.

## Режим дозирования

### Применение у мужчин среднего возраста
Рекомендованная доза препарата тадалафил составляет 20 мг. Тадалафил принимают перед предполагаемой сексуальной активностью независимо от приёма пищи. Препарат следует принимать как минимум за 16 минут до предполагаемой сексуальной активности.
Пациенты могут осуществлять попытку полового акта в любое время в течение 36 часов после приёма препарата для того, чтобы установить оптимальное время ответа на приём препарата.
Максимальная рекомендованная частота приёма — один раз в сутки.

### Применение у пожилых мужчин
Для пожилых пациентов специальный подбор дозы не требуется. Рекомендации по приёму, указанные в разделе «Применение у мужчин среднего возраста» применимы и для пожилых пациентов.

### Применение у мужчин с нарушенной функцией почек и печени
Для пациентов с нарушенной функцией почек (клиренс креатинина 30 мл/мин.) и печени специального подбора дозы не требуется (см. раздел «Специальные предупреждения и специальные предосторожности при применении»).

### Применение у детей
Тадалафил не применяется у лиц до 18 лет.

## Побочные эффекты
Наиболее часто отмечаемыми нежелательными событиями являются головная боль и диспепсия (11 и 7 % случаев, соответственно). Нежелательные события, связанные с приёмом тадалафила, были обычно незначительными или средними по степени выраженности, транзиторными и уменьшались при продолжении применения препарата.
Другими обычными нежелательными эффектами являлись боль в спине, миалгия, заложенность носа и «приливы» крови к лицу. В течение суток мышечная тянущая боль в ногах.
Редко — отёк век, боль в глазах, гиперемия конъюнктивы и головокружение.

## Передозировка
При однократном назначении здоровым лицам тадалафила в дозе до 500 мг и пациентам с эректильной дисфункцией — многократно до 100 мг/сут., нежелательные эффекты были такие же, что и при использовании более низких доз. В случае передозировки необходимо проводить стандартное симптоматическое лечение.

## Взаимодействие
Тадалафил в основном метаболизируется с участием фермента CYP3A4. Селективный ингибитор CYP3A4, кетоконазол, увеличивает площадь под кривой «концентрация-время» на 107 %, а рифампицин её снижает на 88 %.
Несмотря на то, что специфические взаимодействия не изучались, можно предположить, что такие ингибиторы протеаз, как ритонавир и саквинавир, а также ингибиторы CYP3A4, такие как эритромицин и Итраконазол повышают активность тадалафила.
Одновременный приём антацида (магния гидроксид/алюминия гидроксид) и тадалафила снижает скорость всасывания тадалафила без изменения площади под фармакокинетической кривой для тадалафила.
Увеличение рН желудка в результате приёма Н2-антагониста низатидина не оказывало влияния на фармакокинетику тадалафила.

## Дженерики
В июне 2018 года серпуховский клинический центр «Пробиотек» начал исследование дженерика Tadalafil. За время лабораторного этапа испытания было проанализировано 1300 образцов препарата за 10 дней. Исследование длилось на протяжении 2,5 месяцев (со дня включения в исследование первого добровольца по день итогового отчета). Специалистами биоаналитической лаборатории была разработана аналитическая методика изучения фармакокинетики, которая основана на высокоэффективной жидкостной хроматографии с тандемным масс-спектрометрическим детектированием.
3 сентября 2018 года «Пробиотек» закончил испытание российского дженерика тадалафила, после чего это лекарственное средство стало доступно в аптеках.
Китайская фармкомпания CMOAPI утверждает, что она является крупнейшим производителем фармацевтической субстанции порошка тадалафила в Китае.